# Henryk Łaskawy
Henryk Łaskawy (ur. 12 grudnia 1298 w Wiedniu, zm. 3 lutego 1327 w Bruck an der Mur) – książę austriacki.
Henryk był synem Albrechta I Habsburga i Elżbiety Tyrolskiej. Jego bratem bliźniakiem był Albrecht II Kulawy. Starał się o rękę Elżbiety węgierskiej, córki ostatniego króla węgierskiego z dynastii Arpadów Andrzeja III. Wybranka była pasierbicą jego siostry Agnieszki i w 1309 na polecenie macochy wstąpiła do klasztoru. Zabiegi Henryka okazały się bezskuteczne. Elżbieta pozostała zakonnicą.
W 1314 Henryk ożenił się z Elżbietą von Virneburg, bratanicą arcybiskupa kolońskiego Heinricha von Virneburga. Umowę małżeńską podpisano 24 lipca 1314. Henryk chciał w ten sposób uzyskać jego głos elektorski niezbędny do wyboru na króla niemieckiego swojego brata, Fryderyka Pięknego. W następnych latach uczestniczył w walkach na terenie Niemiec. W 1322 w bitwie pod Mühldorfem dostał się do niewoli. Został przekazany królowi Czech Janowi Luksemburskiemu, który uwięził go na dwa miesiące na zamku Křivoklát. Wolność odzyskał po zapłaceniu 9000 grzywien srebra. Pobyt w niewoli nadwerężył jego zdrowie i przyspieszył śmierć. Zmarł bezpotomnie.